# Sadd-e Farīmān
Sadd-e Farīmān (persiska: سد فریمان) är en dammbyggnad i Iran.   Den ligger i provinsen Khorasan, i den nordöstra delen av landet, 800 km öster om huvudstaden Teheran. Sadd-e Farīmān ligger 1 516 meter över havet.
Terrängen runt Sadd-e Farīmān är platt åt nordost, men åt sydväst är den kuperad.Runt Sadd-e Farīmān är det ganska glesbefolkat, med 42 invånare per kvadratkilometer. Närmaste större samhälle är Qalandarābād, 10,7 km öster om Sadd-e Farīmān. Omgivningarna runt Sadd-e Farīmān är i huvudsak ett öppet busklandskap.